# I Might Be Wrong
I Might Be Wrong – Live Recordings ist das erste offizielle Livealbum der britischen Band Radiohead. Die ersten sieben Songs sind von den beiden Alben Kid A (2000) und Amnesiac (2001). True Love Waits ist einer der Lieblingstracks der Fans bei Konzerten und wurde mit dieser Platte zum ersten Mal veröffentlicht.

## Trackliste
Obwohl im Booklet auch Berlin als ein Aufnahmeort verzeichnet ist, ist sich die Fangemeinde anhand von Vergleichen mit eigenen Bootlegs sicher, dass die Tracks von den folgenden Konzerten stammen:
1. The National Anthem – (Vaison la Romaine, 28. Mai 2001)
2. I Might Be Wrong – (Oxford, 7. Juli 2001)
3. Morning Bell – (Oxford, 7. Juli 2001)
4. Like Spinning Plates – (Cleveland, 8. August 2001)
5. Idioteque – (Oxford, 7. Juli 2001)
6. Everything in Its Right Place – (Vaison la Romaine, 28. Mai 2001)
7. Dollars and Cents – (Oxford, 7. Juli 2001)
8. True Love Waits – (Los Angeles, 20. August 2001)

## Kommerzieller Erfolg

### Chartplatzierungen
| ChartsChartplatzierungen     | Höchstplatzierung | Wochen |
| ---------------------------- | ----------------- | ------ |
| Vereinigtes Königreich (OCC) | 23 (2 Wo.)        | 2      |

### Auszeichnungen für Musikverkäufe
| Land/Region                  | Auszeichnungen für Musikverkäufe (Land/Region, Auszeichnung, Verkäufe) | Verkäufe |
| ---------------------------- | ---------------------------------------------------------------------- | -------- |
| Vereinigtes Königreich (BPI) | Silber                                                                 | 60.000   |
| Insgesamt                    | 1× Silber ·                                                            | 60.000   |

Hauptartikel: Radiohead/Auszeichnungen für Musikverkäufe